# Chott Sidi Slimane
Chott Sidi Sliman est un chott qui fait partie des zones humides de la wilaya de Ouargla. Il est classé comme site Ramsar depuis le 12 décembre 2004. La zone dépend de la wilaya de Ouargla, du ministère de l’agriculture et du développement rural et du ministère des ressources en eau.

## Géographie

### Relief, hydrographie
La zone se trouve sur un relief plat au sol couvert de sable. Les eaux sont formées par des accumulations excédentaires de drainage des palmeraies avoisinantes et par des eaux souterraines.

### Situation
Le chott est situé à environ 500 m du village de Sidi Slimane de la commune du même nom, dans la daira de Megarine au nord de la wilaya de Ouargla, pas très loin de la zaouia de sidi Slimane, et au centre d’une palmeraie et d’une roselière très dense qui atteint 10 mètres. Par l’est passe le chemin communal № 35, et le chemin de ferre la traverse.

### Climat
Le climat de la zone est de type aride, les précipitations saisonnières sont de 19,6 mm en hiver, 18,3 mm au printemps, 2,4 mm en été et 17,7 mm.
| Températures Max. moyenne en °C          | Températures Max. moyenne en °C          | Températures Min. moyenne en °C          | Températures Min. moyenne en °C          |
| juillet                                  | janvier                                  | juillet                                  | janvier                                  |
| ---------------------------------------- | ---------------------------------------- | ---------------------------------------- | ---------------------------------------- |
| 40,8                                     | 16,2                                     | 25                                       | 3,8                                      |
| Températures Max. moyenne annuelle en °C | Températures Max. moyenne annuelle en °C | Températures Min. moyenne annuelle en °C | Températures Min. moyenne annuelle en °C |
| 28,5                                     | 28,5                                     | 14,5                                     | 14,5                                     |

## Espèces animales et végétales
Dans le site, on trouve de nombreuses espèces d’oiseaux, notamment les sarcelles marbre, les canardd souchet, les canards colvert, les foulques, les poules d’eau et les poules sultane.
La végétation du chott se compose de la Tamarix gallica, du roseau commun et du Juncus sp, mais aussi des palmiers dattiers (Phoenix dactylifera).